# Marta Stebnicka
Marta Stebnicka (sinh ngày 22 tháng 3 năm 1925 – mất ngày 6 tháng 7 năm 2020) là một diễn viên, đạo diễn sân khấu và ca sĩ người Ba Lan. Bà từng làm giảng viên tại Học viện Nghệ thuật Sân khấu Quốc gia AST ở Kraków. Trong toàn bộ sự nghiệp diễn xuất, Marta Stebnicka sở hữu hàng chục vai diễn trên sân khấu của Nhà hát cũ ở Kraków.

## Sân khấu
- 1943: Balladyna trong vai Skierka

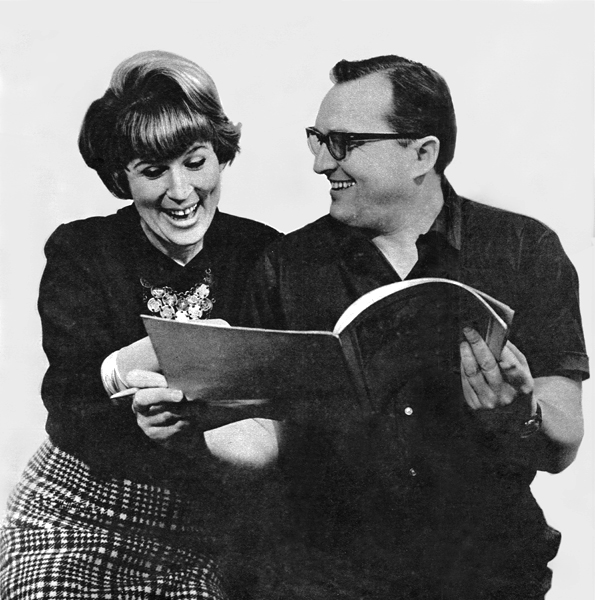
Marta Stebnicka cùng chồng Ludwik Jerzy Kern (1967)

- 1944: Powrót Odysa trong vai Telemak
- 1945: Niespodzianka trong vai Wieśniaczka
- 1947: Świętoszek trong vai Elmira
- 1947: Wariatka z Chaillot trong vai Druga Dama
- 1947: Powrót syna marnotrawnego trong vai Saskia
- 1948: Owcze źródło trong vai Królowa Izabella
- 1948: Amfitrion 38 trong vai Alkmena
- 1949: Maskarada trong vai Idalia
- 1949: Mickiewicz
- 1949: Wieczór Puszkinowski
- 1950: Pies ogrodnika trong vai Marcelina
- 1950: Wczoraj i przedwczoraj trong vai Wanda
- 1951: Alkad z Zalamei trong vai Izabella
- 1951: Talenty i wielbiciele trong vai Aleksandra Nikołajewna Niegina
- 1952: Trzydzieści srebrników trong vai Mildred Andrews
- 1952: Piąta symfonia trong vai Liza
- 1953: Polacy nie gęsi trong vai Królowa Bona
- 1953: Jegor Bułyczow i inni trong vai Antonina
- 1954: Fantazy trong vai Dianna
- 1954: Kaukaskie kredowe koło trong vai Katia Wachtang
- 1955: Dom na Twardej trong vai Klara
- 1956: Złota kareta trong vai Maria Siergiejewna
- 1956: Kaprys trong vai Pani de Lery
- 1956: Wesele trong vai Maryna
- 1957: Dwa teatry trong vai Pani
- 1957: Dowód osobisty trong vai Alda
- 1958: Bolero trong vai Maria
- 1958: Przedszkole miłości trong vai Ewa
- 1958: Dwie wdowy trong vai Krystyna
- 1958: Ararat trong vai Machmada
- 1959: Widok z mostu trong vai Beatrycze
- 1961: Zielony Gil trong vai Donna Dianna
- 1961: Heloiza i Abelard trong vai Margot
- 1962: Fanfaron, czyli zakochany konserwatysta trong vai Aglae
- 1962: Cyd trong vai Szimena
- 1962: Teatr Klary Gazul trong vai Dona Uracca
- 1962: Jaśnie pan Nikt trong vai Izabella
- 1963: Uczta morderców trong vai Kornelia
- 1963: Cud w Alabamie trong vai Kate
- 1964: Koniec księgi VI trong vai Anna Schilling
- 1965: Zaproszenie do zamku trong vai Matka Izabelli
- 1965: Nie-Boska komedia trong vai Była arystokratka
- 1966: Happy end trong vai Ćma
- 1967: Trojanki trong vai Atena
- 1967: Oni trong vai Protruda Bellafresco
- 1968: Porachunki małżeńskie
- 1968: Moja córeczka
- 1969: Listy dwóch młodych mężatek
- 1969: Poskromienie złośnicy trong vai Wdowa Dorota
- 1973: Wywiad trong vai Doris
- 1974: Karykatury
- 1975: Teoria śmiechu
- 1977: Wystawa ku czci Gabrieli Zapolskiej (đạo diễn)
- 1977: Opera za trzy grosze trong vai Celia Peachum
- 1980: Romans z wodewilu trong vai Dama
- 1981: Pochwała głupoty
- 1983: Maria trong vai Niefiedowna
- 1984: Don Carlos infant Hiszpanii trong vai Księżna Olivarez
- 1989: Komedianci (đạo diễn)
- 1990: Port wielki jak świat trong vai Kobieta (đạo diễn)
- 1991: Piosenki
- 1992: Plac Merkurego trong vai Szarlatanka (đạo diễn và biên kịch)
- 1993: Kernalia (đạo diễn và biên kịch)
- 1993: Piosenki przed trybunałem (đạo diễn và biên kịch)
- 1995: Stare pianino (đạo diễn và biên kịch)
- 1995: Opera za trzy grosze (đạo diễn và biên kịch)
- 1996: Księżycowe Pierroty i nocne Kolombiny czyli Farandola Montmartru (đạo diễn và biên kịch)
- 1998: Fotel (đạo diễn và biên kịch)
- 1999: Ewa (đạo diễn và biên kịch)
- 2000: Zabłąkane gwiazdy (đạo diễn và biên kịch)
- 2000: Piosenki pana Berangera (đạo diễn và biên kịch)
- 2002: Franciszek Villon na dworcu... (đạo diễn và biên kịch)
- 2003: Zielona Gęś (đạo diễn và biên kịch)
- 2007: Sejm kobiet trong vai Starucha
- 2016: Inne rozkosze